# Toll Rail
Die Toll Rail, oder richtiger Toll NZ Consolidated Limited, war von 2003 bis 2008 das einzige Bahnunternehmen mit Personen- und Güterfernverkehr in Neuseeland.
Die Gesellschaft entstand 2004 aus der Umfirmierung der Tranz Rail Limited, die 2003 von dem australischen Transportkonzern Toll Holdings Limited bei der Übernahme von 85 % der Tranz Rail Holdings mit übernommen wurde.
Hinter Tranz Rail Limited stand ein amerikanisches Konsortium, das 1993 im Rahmen der Privatisierung von Staatseigentum das neuseeländische Eisenbahnnetz inklusive des Bahnbetriebs und der Fährlinie zwischen der Nordinsel und der Südinsel von der neuseeländischen Regierung für 328 Millionen NZ$ übernahm.
Als Tranz Rail Limited defizitär wurde und die berechtigte Sorge bestand, dass die finanziellen Schwierigkeiten des Unternehmens negative Auswirkungen auf die Bahninfrastruktur und den Bahnbetrieb haben würden, kaufte die Regierung das Streckennetz zurück und für den nationalen Bahn- und Fährbetrieb sprang die australische Toll Holdings ein, allerdings nicht ohne Entwicklungs- und Gewinnpotential zu vermuten. Die Rechnung ging nicht auf. Die Regierung und die Toll Holdings konnten sich nicht auf Kostenbeteiligungen für den  Bahn- und Streckenbetrieb einigen, was im Jahre 2006 sogar fast zur Einstellung des Overlanders, der Zugverbindung zwischen Auckland und Wellington geführt hätte. Des Weiteren kündigte die Toll Holdings, die lediglich an dem Gütertransport auf der Schiene interessiert war, im April 2006 an, die beiden einzigen Personenfernverbindungen auf der Südinsel, den TranzAlpine und den TranzCoastal, verkaufen zu wollen.
Das war dann selbst für die neuseeländische Regierung zu viel. Es habe sich gezeigt, dass es äußerst schwierig ist, ein profitables Unternehmen, das einen Beitrag zur wirtschaftlichen und ökologischen Entwicklung Neuseelands leisten soll, ohne Unterstützung der Regierung zu betreiben, sagte der neuseeländische Finanzminister Michael Cullen. Im Mai 2008 entschied man sich schließlich, den Bahn- und Fährbetrieb wieder komplett zurückzukaufen und zu verstaatlichen. Für 665 Millionen NZ$ und weitere Zugeständnisse seitens der Regierung war der Deal perfekt und das Kapitel einer gescheiterten Privatisierung abgeschlossen.
Die Toll NZ Consolidated Limited wurde mit Wirkung vom 1. Juli 2008 in KiwiRail umbenannt, die seit 1. Oktober 2008 über die KiwiRail Holdings der New Zealand Railways Corporation direkt untersteht, womit Bahn, Schiene und Fährbetrieb sich wieder zu 100 Prozent im Staatsbesitz befinden.